# Powstanie konstytucjonalistów w Brazylii
Powstanie konstytucjonalistów w Brazylii – powstanie trzech zbuntowanych brazylijskich stanów: São Paulo, Mato Grosso do Sul i Rio Grande do Sul, przeciwko rządowi centralnemu w 1932 roku.
W 1930 roku władzę dyktatorską w Brazylii objął Getúlio Vargas, który zawiesił konstytucję i rozwiązał parlament. Narastający kryzys gospodarczy i ruina gospodarcza najbogatszego stanu São Paulo spowodowały powstanie Frontu Narodowego, którego celem stało się obalenie dyktatora i przywrócenie konstytucji. 
9 lipca 1932 roku w São Paulo wybuchło powstanie, na czele którego stanął generał Bertoldo Klinger. Siły powstańcze liczyły 70 000 ludzi, wspieranych przez artylerię, czołgi i 11 samolotów. Podczas marszu powstańców na stolicę, armia Klingera została powstrzymana na granicy stanu przez siły federalne dowodzone przez generała Góisa Monteiro. Rozpoczęły się długotrwałe walki pozycyjne o stolicę, a flota rządowa zablokowała port w Santos. Ostatecznie brak amunicji zmusił powstańców do złożenia broni w dniu 1 października 1932 roku, rząd ogłosił amnestię dla uczestników powstania. 